# أهرون داوم
أهرون داوم (بالعبرية: אהרן דאום؛ المولود بتاريخ 6 يناير، 1951) هو حاخام في اليهودية الأرثودوكسية الحديثة، وُلد في إسرائيل وهو أيضاً مربي، وكاتب، والحاخام الأكبر السابق لمدينة فرانكفورت أم ماين الألمانية، سكن في أواخر أيامه في أنتويرب، بلجيكا.

## حياته الشخصية وتعلُّمه
ولد أهرون داوم بتاريخ 6 يناير 1951 في بني براك، إسرائيل لعائلة أشكنازية متدينة. كان أبوه المدعو شموئيل داوم مربياً مهماً، وكاتباً، وشخصية اعتبارية داخل المجتمع وهو ينحدر من عائلة مرموقة من حاخامات بولندا وبوهيميا. أمه ريفكا جينا داوم تنحدر من عائلة تجار أثرياء من سوبرون، المجر. لديه ثلاثة أخوة صغار. بدأ تدريبه الديني المكثَّف في عمر الثالثة عشر في المدرسة الدينية «روزين» الليثوانية-الحسيدية الشهيرة في بني براك. في سن الرابعة عشرة، غادر إلى المملكة المتحدة ليكمل تعليمه في يشيفا (أو المدرسة الدينية) «هاراما»، وبعدها انتقل إلى اليشيفا الصهيونية المعروفة باسم «عيتز حاييم» في مونترو، سويسرا. في عام 1975، بعد أن حاز على درجة «البكالوريات» في سويسرا، التحق في الكلية اليهودية في جامعة لندن وحصل منها على درجة البكالوريوس في الدراسات اليهودية (بدرجة شرف). في عام 1978، انضم إلى كلية "الحاخام اسحق الحانان" اللاهوتية في جامعة يشيفا في نيويورك وحاز منها على درجة الماجستير في الدراسات التوراتية (بدرجة شرف) ، وقام الاستاذ الحاخام جوزيف سولوفيتشيك بالتوقيع الشخصي وتعيينه كحاخام وسلَّمه ذلك التعيين بنفسه. رفض الحاخام داوم الفرصة المعروضة لإكمال تعليمه للحصول على رتبة قاضي (أو «دايان»)، وعاد إلى أوروبا وتزوج فيها من فرانسين فرينكل ولديهما ثلاث بنات. هو يتحدث العبرية، والإنجليزية، والألمانية، والفرنسية، والهولندية ولغة الإيديش ولديه معرفة محدودة للغتين الآرامية واللاتينية.

## حياته المهنية كحاخام
في عام 1982، بدأ حياته المهنية كحاخام الرعية في مدينة بيال السويسرية – وهي بلدة تتكلم باللغتين الفرنسية والألمانية. ترك هذا المنصب عام 1986 لكي يلتحق بزمالة الدكتوراه في المعهد المسيحي-اليهودي في لوسرن (أو لوتزن) التابع للكلية اللاهوتية لجامعة لوتزرن في سويسرا. في عام 1987، قَبِل منصب الحاخام الأكبر للجالية اليهودية في فرانكفورت ام ماين  في ألمانيا وكانت هذه الجالية في حينها أكبر وأبرز جالية يهودية في ألمانيا الغربية. أثناء فترة توليه منصب الحاخام الأكبر في فرانكفورت، شهدت المدينة موجة كبيرة من المهاجرين الروس اليهود الذين تدفقوا من الاتحاد السوفيتي السابق إلى ألمانيا، وبالتحديد إلى مدينة فرانكفورت. كانت المساعدة الأولى المقدَّمة لهؤلاء الأشخاص، والذين كانوا في غالبيتهم يعيشون في ظروف اقتصادية غير مستقرة، هو دمجهم داخل المجتمع اليهودي هناك. كانت الأولوية الرئيسية للحاخام داوم دمج هؤلاء الاشخاص الذين قد تم نزعهم من جذورهم اليهودية لأكثر من 90 سنة. تبين لاحقاً أن هذا الأمر في غاية التعقيد، وسبب ذلك هو أنه في الاتحاد السوفيتي لم يتم بذل أي جهود أو قد تم بذل جهود قليلة جداً لتعزيز الهوية اليهودية، وهذا الأمر أدى للكثير من الصعوبات لإثبات الوضعية والأصول اليهودية لهؤلاء الأشخاص. كان بعض هؤلاء المهاجرين لامبالين تماماً ولم يكترثوا للحياة اليهودية.
نتيجة لذلك، كانت إحدى المهمات الرئيسية لحاخام رعية فرانكفورت أم ماين حل المشكلة الصعبة المتمثلة بتوضيح الوضعية والأصول اليهودية للوافدين الجدد من الاتحاد السوفيتي السابق. بالإضافة لذلك، كان الحاخام داوم القوة الدافعة داخل الرعية في النشاطات الدينية والثقافية، وخاصة (لا الحصر) من أجل الأعضاء الجدد داخل المجتمع اليهودي الذين وفدوا من الاتحاد السوفيتي السابق. كما نظَّم الحاخام أيام الثقافة اليهودية التي شملت، على سبيل المثال، موسيقى الكليزمر اليهودية ومتحدثين متخصصين في مجال التوعية الدينية، وتم تكييف ذلك لاحتياجات الأعضاء الجدد في الجالية اليهودية الوافدين من الاتحاد السوفيتي السابق، بالإضافة للجولات التراثية إلى الأماكن التي تحمل معنىً تاريخياً هاماً لليهود مثل مدينة فورمس، وماينتس وميشلشتات.
خلال السنوات الخمس التي خدم فيها كحاخام الرعية في فرانكفورت، كان الحاخام أهرون داوم الحاخام الوحيد القائم بشؤون الرعية. لقد أفلح الحاخام في تحقيق جميع مهامه بأكمل وجه تجاه الرعية اليهودية في فرانكفورت الذين بلغ عددهم في حينها تقريباً 6000-7000 شخص. كما كان مسئولاً عن جميع الخدمات في أيام السبت اليهودي (التي تبدأ قبل دقائق قليلة من غروب الشمس مساء الجمعة وتنتهي بظهور ثلاث نجوم في السماء ليل السبت) وخلال الأعياد اليهودية؛ بما في ذلك إلقاء الوعظات والخُطَب التي تناولت بعض القضايا المعاصرة. بجانب تعليمه للدروس التوراتية الاعتيادية أيام السبت اليهودي وفي نهايات الأسابيع لأعضاء الرعية اليهودية، كان يزور باستمرار الكنس الأربعة الموجودة هناك وكان يزور أيضاً، وبشكل منتظم، الملجأين الاثنين للمسنين اليهود بمناسبة الأعياد الكبرى، وعيد الأنوار («حانوكا») وعيد الفصح اليهودي. كما كان يشارك بشكل متواصل في الجنازات وزيارات التعزية بغض النظر عن وضعية الشخص المتوفي؛ سواء أكان غنياً أم فقيراً، مشهوراً أم غير مشهور. كان أيضاً يشرف على الكشروت أو الكوشر (وهو الطعام المحلل أكله حسب الأحكام اليهودية) داخل المؤسسات الخاصة بالرعية مثل المطاعم، ومحلات الجزارة، ووجبات الكشروت داخل شركة لوفتهانزا والاحتفالات بين الحين والآخر مثل حفلات البار/بات ميتسفا ومناسبات الزفاف داخل الفنادق الكبرى. علاوة على ذلك، بادر واهتم الحاخام بترميم وتجديد الميكفاه (وهو مكان مليء بالماء يُستعمَل من أجل الاستحمام التعبدي عن اليهود) وفقاً للمعايير العليا للشريعة اليهودية (الهالاخاه). بدعم من الحاخام ميير بوسن - والذي كان في حينها أعظم سلطة قانونية يهودية فيما يتعلق بتأسيس الميكفاه في أوروبا – تأكد الحاخام أهرون داوم من تلبية المعايير العليا للشريعة اليهودية والكشروت الخاص بالميكفاه في فرانكفورت. بالإضافة للعب الدور القيادي في طقوس الليلة الأولى من عيد الفصح (ويسمى «سيدير الفصح»)، والتي يُحتَفَل بها سنوياً داخل الرعية بوجود بضع مئاتٍ من المشاركين، قام الحاخام داوم بتنظيم خيمة (سوكا) لأعضاء الرعية في عيد المظال («سوكوت») وكثيراً ما كان يدعو أعضاء الرعية لمائدة السبت في بيته ولم يفرِّق بين أبناء الرعية سواء اكانوا في مركز أو هامش الرعية. سوياً مع والده شموئيل داوم، كان الحاخام داوم ينظِّم بشكل مستمر الأعضاء الشباب داخل المجلس (مينيانيم) لكي يقوموا بتولي طقوس «استقبال السبت» في كنيس «باومويج». أثناء فترة خدمته داخل المنصب، عمل أيضاً كرئيس المحكمة الدينية اليهودية في فرانكفورت. كما كان نشيطاً في التعامل مع حالات اعتناق الدين اليهودي من غير اليهود، والأسئلة المرتبطة بالكوشر/الكشروت، وأحكام التوراة وحالات الطلاق في الدين (الطلاق حسب قانون الدين اليهودي). فيما يتعلق باعتناق غير اليهود للدين اليهودي، لدى الحاخام داوم الخبرة الكبيرة من منطلق كونه قاضٍ ديني حاخامي (المحكمة الدينية اليهودية) وأيضاً لكونه معلِّم ومرشد. لديه أكثر من 15 سنة من الخبرة في مجال تحضير غير اليهود الذين يرغبون باعتناق الدين اليهودي لكي يُصبِحوا يهوداً حسب الشرع (الهالاخاه).
في عام 1993، استقال من منصبه كحاخام أكبر لأسباب عائلية وانتقل إلى أنتويرب، بلجيكا التي كان يقطن فيها الجزء الأكبر من عائلته. في هذه المدينة، بدأ يعلِّم اليهودية داخل نظام المدارس الحكومية وأيضاً في المدارس النهارية اليهودية. في عام 1995، استلم منصب مُحاضر في القانون اليهودي في كلية مقارنة الأديان في ويلريجك (أنتويرب)، بلجيكا. تقديراً لجهوده التدريسية هناك وأعماله المرتبطة بالهالاخاه، قامت الكلية بمنحه لقب الأستاذية الفخرية (Professorship Honoris Causa) في القانون اليهودي. منذ عام 2011، وبجانب امرأته، بادر بسلسلة من المشاريع التوعوية لليهود العائدين إلى الدين، وغير اليهود المهتمين بالدراسات اليهودية والأشخاص الذين قد يعتنقوا الدين اليهودي. اليوم هذا الموضوع يستغرق معظم وقته وجهوده وكجزء من هذه الأنشطة التوعوية، يقوم الحاخام داوم بالتنظيم المستمر للأيام الدراسية، وبالتعاون مع مركز «شالوم» الذي مقره في هولندا، حول المواضيع المختلفة المتعلقة بمجال الدراسات اليهودية.

## عمله ومنشوراته
الاستاذ الحاخام أهرون داوم هو كاتب مُنْتِج وغطى سلسلة متنوعة من المواضيع المرتبطة بمجال الدراسات اليهودية. أثناء فترة إقامته في سويسرا، ساهم بشكل متواصل في المقالات المرتبطة بالهالاخاه في الأسبوعية السويسرية-الألمانية اليهودية:"Jüdische Rundschau” ، وخلال فترة توليه منصب الحاخام الاكبر لمدينة فرانكفورت ام ماين، كان يكتب المقالات بانتظام في صحيفة "Die Jüdische Allgemeine" ومجلة ""Die Gemeinde التي تصدر مرتين في كل شهر. منذ عام 2010، يكتب الحاخام داوم على مدار شهري في عمود صحفي لمجلة Joods Actueel التي هي أكثر منشور يهودي يتم تداوله داخل بلجيكا. في تلك الأعمدة الصحفية، يقوم الحاخام بتغطية سلسلة واسعة من الدراسات اليهودية، ومثال ذلك سلسلته الشهيرة عن تاريخ اليهودية منذ عصر التنوير. قام بتأليف كتابين، كتابه الأول يدعى “Halacha aktuell”  وهو عمل مكوَّن من مجلَّدَيْن وكُتِب باللغة الألمانية والكتاب يعالج المشكلات والقضايا المرتبطة بالهالاخاه والتي تحظى بالاهتمام العام بالتوافق مع ما جاء في أدبيات الهالاخاه، وخاصة الأجوبة الشرعية (Responsa). هذا العمل فريد من نوعه لأنه أول كتاب مكتوب أصلاً باللغة الألمانية في فترة ما بعد الحرب ويتناول بشكل شامل قضايا الهالاخاه المُدْرَجة في أدبيات الأجوبة الشرعية (Responsa). نتيجة لذلك، تم الترحيب بهذا الكتاب بكثيرٍ من الحماسة في عالم الهالاخاه وتلقى الإعجاب من العديد من السلطات الموقورة الخاصة بالهالاخاه. بعض مقالات هذا الكتاب كُتِبَت بالعبرية الحاخامية وتم نشرها بوقت لاحق تحت عنوان "Iyunim b’Halacha"("دراسات الهالاخاه"). أما كتابه الثاني فيدعى "Die Jüdische Feiertage in Sicht der Tradition" ("الاحتفالات اليهودية من وجهة نظر التقليد"). هذا الكتاب مكوَّن من مجلَّدَيْن وفيه مقتطفات من المقالات الخاصة بالهالاخاه، والخُطَب والوعظات، والملاحظات المرتبطة بالشعائر والطقوس، والأفكار الخاصة بالموعظة والدعوة، والقصص الفولكلورية والطريفة المتعلقة بالأعياد اليهودية والسبت اليهودي. يعمل الحاخام أهرون داوم حالياً على تحضير عدد من الكتب باللغة الهولندية التي تغطي مواضيع متنوعة مثل "الكابالا"، والتاريخ اليهودي، والعالم اليهودي المعاصر وانتماءاته المختلفة وقضايا أخرى.

## الأعمال التي تم نشرها
الكتب
- Halacha aktuell, Jüdische Religionsgestze und Bräuche im modernen Alltag (Haag und Herchen Verlag, Frankfurt am Main, 1992, 2 Vol., p. 387 – p. 773)
- Iyunim b’Halacha (Haag und Herchen Verlag, Frankfurt am Main, 1992, p. 93)
- Die Feiertage Israels, Die jüdischen Feiertage in er Sicht der Tradition (Herchen Verlag, Frankfurt am Main, vol. I, 1993, p. 556, vol. II, 1994, p. 557)
- "Das aschkenasische Rabbinat : Studien über Glaube und Schicksal" (Julius Carlebach) / Die Rolle des Rabbiners in Deutschland heute (Ahron Daum)

## الروابط الخارجية
- الصفحة الرسمية
- شهادات الدبلوم والشهادات الأخرى
- أعمال أهرون داوم على الأمازون